# Austrolycopodium
Austrolycopodium – rodzaj roślin należących do rodziny widłakowatych. Obejmuje 8 gatunków. W tradycyjnym ujęciu gatunki tu zaliczane włączane są do szeroko ujmowanego rodzaju widłak Lycopodium. Rodzaj jako odrębny takson opisany został w 1991 roku i uznany został w systemie PPGI z 2016. Rośliny przypominają te z rodzaju widłak (pędy płożące, liście jednakowe, kłosy zarodnionośne czasem na szypułach), ale różnią się brakiem ościstego lub błoniastego zakończenia liścia, tarczowatymi sporofilami, budową zarodników i inną liczbą chromosomów (x=31).
Rośliny te występują w Australii i na Nowej Zelandii, na Wyspach Subantarktycznych i Juan Fernández, w Ameryce Południowej (w Andach od Wenezueli po Ziemię Ognistą i w południowej Brazylii), na Antylach (wyspa Haiti), w Kostaryce oraz w Górach Aberdare w Kenii. Największe zróżnicowanie gatunkowe jest w Ameryce Południowej.

## Morfologia
PokrójRośliny o pędach podziemnych lub płożących po powierzchni gruntu, z odgałęzieniami podnoszącymi się lub prosto wzniesionymi, osiągającymi u A. fastigiatum 30 cm wysokości.
Liście (mikrofile)Niezróżnicowane na pędach wegetatywnych, skrętoległe, zielone (w miejscach silnie nasłonecznionych – pomarańczowe).
ZarodnieZebrane w kłosy zarodnionośne siedzące lub szypułkowe. Liście zarodnionośne sporofile tarczowate, na obłej szypułce/ogonku, na brzegach nieobłonione.

## Systematyka
W systemach klasyfikacyjnych szeroko ujmujących rodzaj widłak Lycopodium rośliny tu należące zaliczane są do sekcji Magellanica B.Øllg. Opera Bot. 92: 172 (1987).
Pozycja i podział rodzaju w systemie PPG I (2016)
Rodzaj Austrolycopodium należy do podrodziny Lycopodioideae W.H.Wagner & Beitel ex B. Øllg. z rodziny widłakowatych Lycopodiaceae – jedynej współczesnej w obrębie rzędu widłakowców Lycopodiales.
Wykaz gatunków
- Austrolycopodium aberdaricum (Chiov.) Holub
- Austrolycopodium alboffii (Rolleri) Holub
- Austrolycopodium assurgens (Fée) Holub
- Austrolycopodium confertum (Willd.) Holub
- Austrolycopodium erectum (Phil.) Holub
- Austrolycopodium fastigiatum (R.Br.) Holub
- Austrolycopodium magellanicum (P.Beauv.) Holub
- Austrolycopodium paniculatum (Desv. ex Poir.) Holub